# 横浜市立新羽中学校
横浜市立新羽中学校（よこはましりつ にっぱちゅうがっこう）は、神奈川県横浜市港北区新羽町に位置する市立中学校。日当たりのよい台地上に位置し、用地整備中に縄文時代の遺跡や集落跡が発見された。校地面積15,682平方メートル（建物面積5,847平方メートル、運動場7,907平方メートル、その他1,928平方メートル）。

## 沿革
- 1971年（昭和46年） - 12月、新羽方面校用地取得契約
- 1972年（昭和47年） - 2月、新羽方面校用地登記
- 1977年（昭和52年）

11月14日、新羽方面校開校準備委員会発足
11月18日、新羽方面校校舎新築工事着工
- 1978年（昭和53年）

4月1日、開校式（親校である横浜市立新田中学校で同居開校）
4月3日、第1回始業式（10学級、生徒数365名、教職員28名）
8月15日、校舎新築工事完了、引継ぎ
9月1日、新校舎にて授業開始
9月25日、新羽中学校PTA発足
10月4日、第1回生徒総会
10月9日、校舎落成式典
- 1979年（昭和54年）

5月4日、校歌発表会（作詞：金子保雄　作曲：加藤信広）
11月26日、市教育課程協力校研究発表会（音楽科）
- 1980年（昭和55年） - 市音楽科研究協力校発表
- 1982年（昭和57年）

10月29日、「57年度神奈川県よい歯の学校」として表彰を受ける
11月13日、創立5周年記念式典
- 1983年（昭和58年） - 10月27日、図書室竣工
- 1985年（昭和60年） - 市女子の体力づくり研究協力校の指定校

12月5日、市教育課程研究協力校研究発表会（理科科）
12月10日、更衣室（部室）竣工
- 1986年（昭和61年） - 市女子の体力づくり研究協力校の指定校
- 1987年（昭和62年） - 市教育課程研究協力校の指定校（特別活動）
- 1992年（平成4年） - 市生徒の体力づくり実践推進校。市福祉の風土づくり推進校（～平成5年度）。
- 1994年（平成6年） - 市新聞コンクール優秀賞受賞
- 1997年（平成9年） - 創立20周年記念式典
- 1998年（平成10年） - 平成9年度学校保健優良学校表彰
- 1999年（平成11年） - 福祉教育ボランティア活動推進校（～平成13年度）
- 2002年（平成14年） - 平成13年度市学校保健優秀学校表彰。関東甲信越静学校保健大会発表。県健康推進学校表彰。
- 2003年（平成15年） - 市人権教育実践推進校

## 学校教育目標
私たちは、「慈しむ生命・助け合い・育む個性・切り拓く生き方」を大切にします。
具体目標
【知】基礎・基本を大切にし、自ら課題を解決しながら、共に学び合う子どもを育てます。
【徳】人との豊かな関わりの中で、互いの良さや違いを認め合い、共に高め合える子どもを育てます。
【体】健康や安全の大切さに気づき、自分や他者の生命を慈しみ、心も体も健やかな子どもに育てます。
【公】私たちの「まち」新羽を愛し、人々や自然とのかかわりの中で生き方を学び、自らできることを考えて実践する子どもを育てます。
【開】地域の自然や文化のすばらしさに学び、守っていこうとする子どもを育てます。

## 交通
- 横浜市営地下鉄ブルーライン新羽駅もしくは北新横浜駅下車 徒歩 約15分
- 東急東横線大倉山駅より横浜市営バス41系統にて｢大竹｣バス停下車 徒歩 約7分
- JR、横浜市営地下鉄新横浜駅より東急バス「綱島駅行」にて｢中久保｣バス停下車 徒歩 約5分
- 東急東横線「綱島駅」より東急バス「新横浜駅行」にて｢中久保｣バス停下車 徒歩 約5分。

## 主な進学先
進学先公立高等学校として、旧横浜東部学区に属する高校および東急東横線、横浜市営地下鉄沿線の高校が想定される。
《旧横浜東部学区》
- 神奈川県立岸根高等学校
- 神奈川県立港北高等学校
- 神奈川県立城郷高等学校
- 神奈川県立鶴見高等学校
- 神奈川県立鶴見総合高等学校
- 神奈川県立新羽高等学校
- 神奈川県立横浜翠嵐高等学校
- 横浜市立東高等学校

《地下鉄グリーンライン・ブルーライン沿線》（上記以外旧北部/東部学区域まで）
- 神奈川県立川和高等学校
- 神奈川県立新栄高等学校

《東急東横線沿線》（上記以外）
- 神奈川県立神奈川工業高等学校
- 神奈川県立神奈川総合高等学校
- 神奈川県立住吉高等学校
- 神奈川県立横浜平沼高等学校